# S-League 2021
La S-League 2021 fue la edición número 18 de la S-League. La temporada comenzó el 5 de junio de 2021 y terminó el 21 de noviembre de 2022. El Henderson Eels defiende el título luego de conseguirlo en la temporada 2020-21 por primera vez en su historia.

## Formato
En esta edición participaron 12 equipos de los cuales jugaron entre sí mediante sistema de todos contra todos 2 veces totalizando 22 partidos cada uno. Al término de la temporada los dos primeros clasificados obtendrán un cupo a la Liga de Campeones de la OFC 2021. Todos los partidos se jugaron en el Estadio Lawson Tama.

## Equipos participantes
| Pos. | Equipo              | Ciudad       | Estadio             | Capacidad |
| ---- | ------------------- | ------------ | ------------------- | --------- |
| 1    | Henderson Eels FC   | Honiara      | Estadio Lawson Tama | 10000     |
| 2    | Solomon Warriors FC | Honiara      | Estadio Lawson Tama | 10000     |
| 3    | Central Coast FC    | Honiara      | Estadio Lawson Tama | 10000     |
| 4    | FC Isabel United    | Isabel       | Estadio Lawson Tama | 10000     |
| 5    | Honiara City FC     | Honiara      | Estadio Lawson Tama | 10000     |
| 6    | Laugu United FC     | Honiara      | Estadio Lawson Tama | 10000     |
| 7    | Marist FC           | Honiara      | Estadio Lawson Tama | 10000     |
| 8    | Real Kakamora FC    | Makira-Ulawa | Estadio Lawson Tama | 10000     |
| 9    | Southern United FC  | Honiara      | Estadio Lawson Tama | 10000     |
| 10   | Kossa FC            | Honiara      | Estadio Lawson Tama | 10000     |
| (N)  | Kula FC             | [[]]         | Estadio Lawson Tama | 10000     |
| (N)  | Waneagu United FC   | [[]]         | Estadio Lawson Tama | 10000     |

## Clasificación
Actualizado el 21 de noviembre de 2021
| Pos. | Equipo               | PJ | PG | PE | PP | GF | GC | DG  | Pts. | Clasificado a                              |
| ---- | -------------------- | -- | -- | -- | -- | -- | -- | --- | ---- | ------------------------------------------ |
| 1    | Central Coast FC (C) | 22 | 15 | 4  | 3  | 47 | 19 | +28 | 49   | Campeón y Liga de Campeones de la OFC 2022 |
| 2    | Solomon Warriors FC  | 22 | 14 | 5  | 3  | 57 | 19 | +38 | 47   | Liga de Campeones de la OFC 2022           |
| 3    | Waneagu United FC    | 22 | 12 | 8  | 2  | 31 | 10 | +21 | 44   |                                            |
| 4    | Henderson Eels FC    | 22 | 12 | 4  | 6  | 45 | 19 | +26 | 40   |                                            |
| 5    | Real Kakamora FC     | 22 | 10 | 4  | 8  | 41 | 32 | +9  | 34   |                                            |
| 6    | FC Isabel United     | 22 | 10 | 4  | 8  | 29 | 31 | -2  | 34   |                                            |
| 7    | Kossa FC             | 22 | 9  | 3  | 10 | 43 | 44 | -1  | 30   |                                            |
| 8    | Laugu United FC      | 22 | 7  | 5  | 10 | 33 | 31 | +2  | 26   |                                            |
| 9    | Marist FC            | 22 | 6  | 8  | 8  | 24 | 35 | -11 | 26   |                                            |
| 10   | Southern United FC   | 22 | 4  | 4  | 14 | 27 | 55 | -28 | 16   |                                            |
| 11   | Honiara City FC      | 22 | 3  | 6  | 13 | 19 | 42 | -23 | 15   |                                            |
| 12   | Kula FC              | 22 | 1  | 3  | 18 | 10 | 70 | -60 | 6    |                                            |